# Petit Mont
El Petit Mont és un promontori situat a la costa sud de la península de Rhuys, al municipi francès d'Arzon, a Bretanya, on es troba un emplaçament megalític que data del Neolític amb el dolmen de Petit-Mont, classificat com a Monument històric de l'estat francès des del 5 d'agost de 1904. La construcció, donada en tres fases, es va iniciar al voltant del 4600 aC amb l'edificació d'un monticle baix segons dades obtingudes per datació per radiocarboni. Un segle més tard, es va construir un primer cairn, al voltant del 4500 aC, trapezoïdal i d'uns 30 metres de llarg per 20 d'ample, amb una primera ampliació en la qual s'hi va afegir un dolmen amb una cambra a l'interior, en el període 4000-3500 aC. Al voltant de 2700-2500 aC el cairn va ser ampliat de nou aixecant les primeres construccions i es va eliminar el primer dolmen: es van crear dos nous dòlmens amb només un habitacle. Durant la Segona Guerra Mundial s'hi va construir un búnquer d'observació, aprofitant la seva posició estratègica i privilegiada, des d'on s'observa tota la badia de Quiberon. La cambra que ha arribat fins a època contemporània, amb un volum de 10 000 m³ i una grandària 53 m de nord a sud i de 50 m d'est a oest, conserva dotze lloses gravades.